# Z1 (комп'ютер)
Z1 або (Zuse 1) — перший у світі обмежено програмований механічний обчислювач. 

## Поява
У 1934 році німецький студент Конрад Цузе, який працював над дипломним проектом, вирішив створити у себе вдома цифрову обчислювальну машину з програмним керуванням та з використанням (вперше у світі) двійкової системи числення. 1938 року у вітальні берлінської квартири, в якій Цузе мешкав разом зі своїми батьками перша ЕОМ Z1 (Цузе 1) запрацювала. Вона була 22-розрядною, з пам'яттю на 64 числа і працювала на суто механічній (важільній) базі. Розміром вона була з двоспальне ліжко. Але основний принцип роботи цієї обчислювальної машини вже був дуже схожим на той, за яким діють сучасні комп'ютери. Щоправда, перший комп'ютер Цузе виявився не зовсім надійним у користуванні, притому необхідність у швидких та точних обчисленнях особливо зросла під час Другої світової війни (1939—1945 рр.) перш за все для розв'язання задач балістики, тобто науки про траєкторію польоту артилерійських та інших снарядів до цілі, тому інженер продовжив свою роботу, аж поки 1941 року не побудував третю модель своєї обчислювальної машини, легендарну «Z3». Головним відмінним недоліком Z1 від Z3 було неможливість вираховування квадратного кореня.
Громіздкі статистичні обчислення для здійснення складних інженерних розрахунків стали  автоматизованими, що дотепер було неможливо. Машина Z1 стала першим обчислювальним автоматом із програмним керуванням і вважається першим комп'ютером.

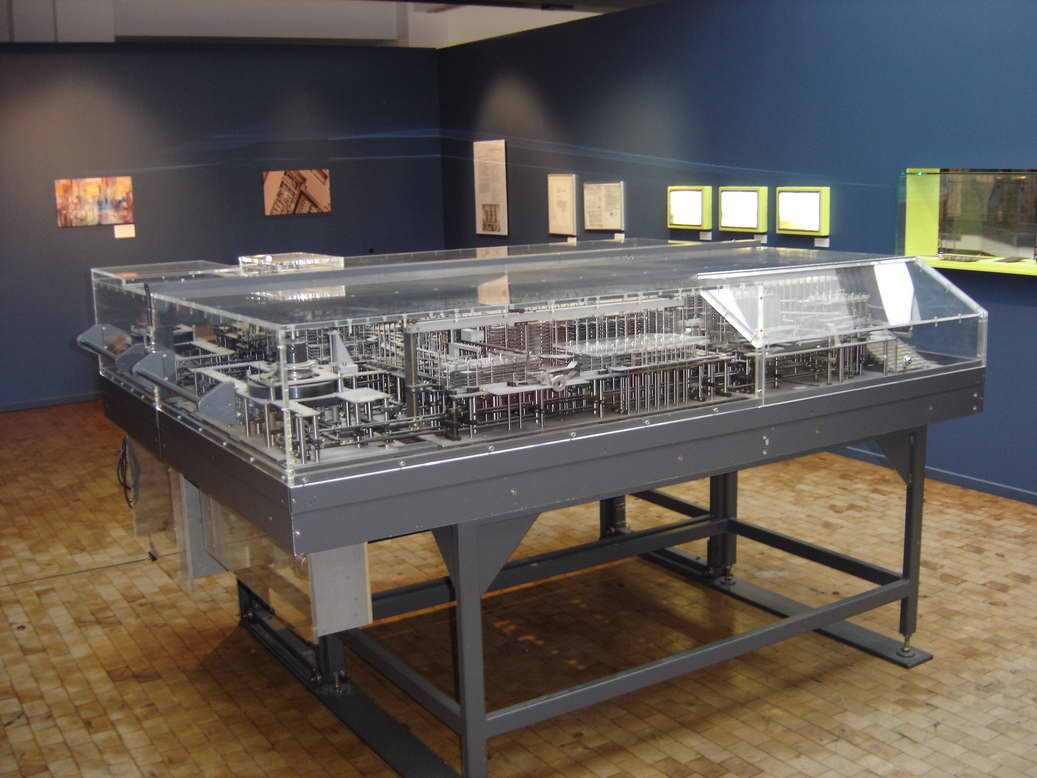
Модель Z1 в німецькому Технічному музеї в Берліні
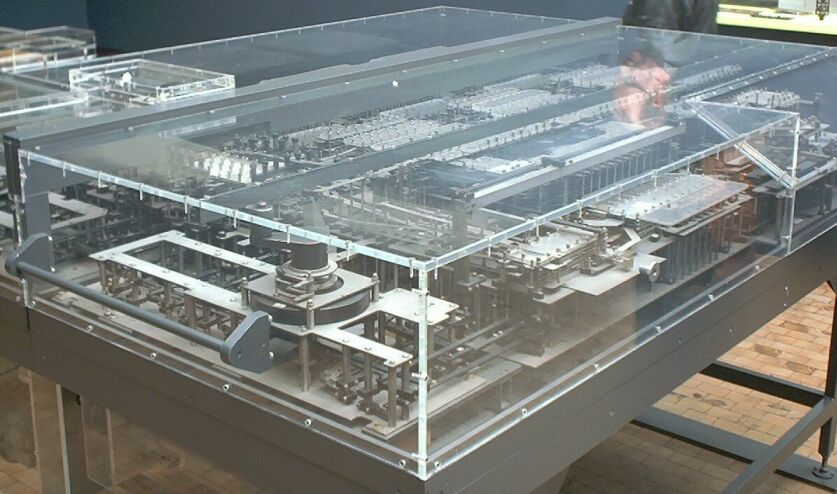
Модель Z1 в німецькому Технічному музеї в Берліні
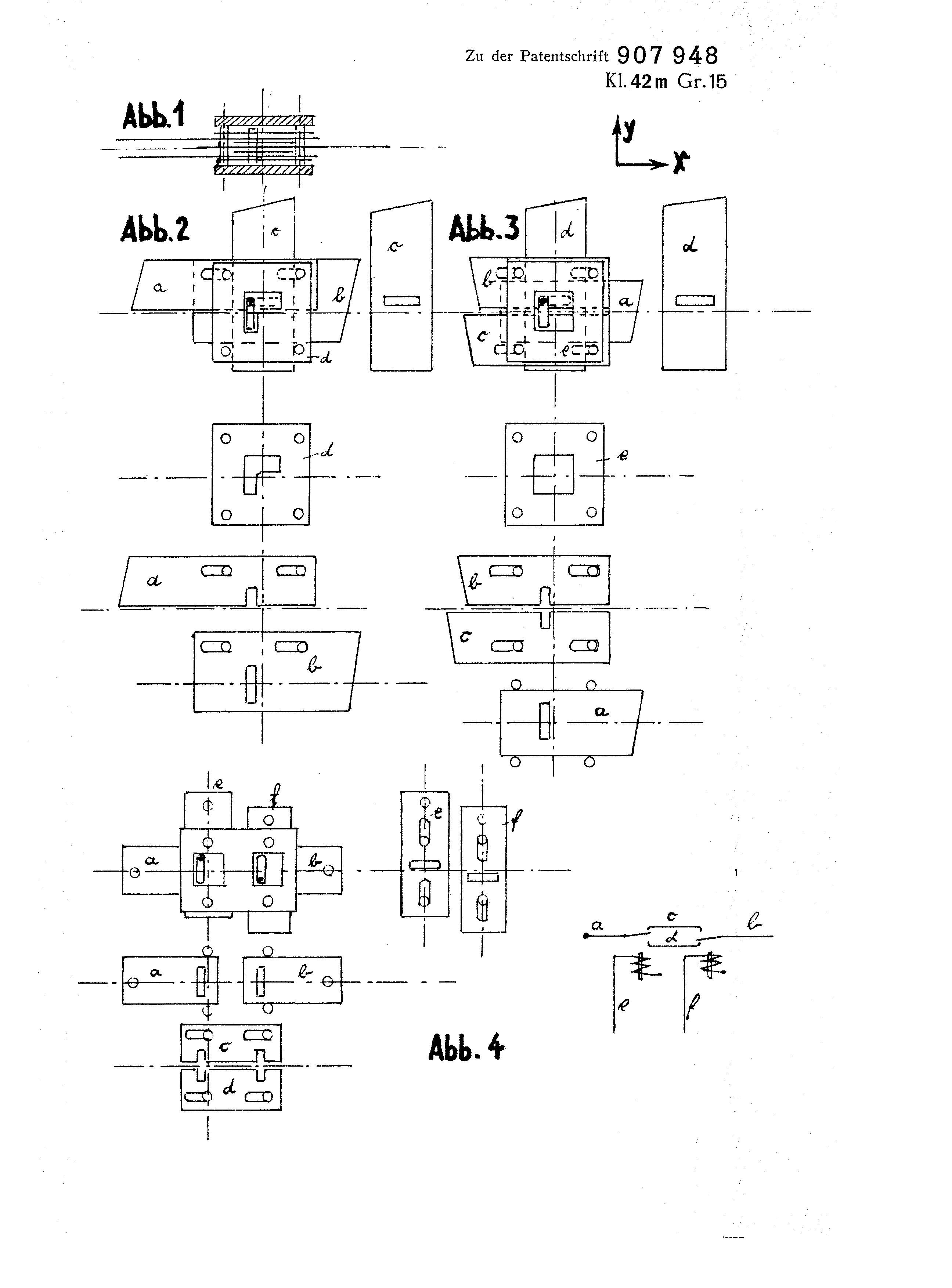
Патентні креслення деяких деталей Z1